# 内陸湖
内陸湖（ないりくこ、英: Endorheic lake、Terminal Lake、Sink Lake）は、湖沼の形態の一つ。降雨などで湖沼へ流入する自然河川はあっても、湖沼から流出する自然河川がない「無口湖（むこうこ）」のこと。

## 概説
乾燥地域の低地や盆地、凹地、火山の火口や河道閉塞などで生じることがある。内陸湖への流域は内陸流域を形成する。このような湖沼からは水はもっぱら湖面から蒸発していく。利水のために人為的に引水が行われることがある。人為的には過度の利水や、埋め立て、自然には乾燥や降雨減少などの環境の変化で縮小・消滅することがある。

### 国際的観点
日本において湖と海との違いは汽水湖などを除き比較的明瞭だが、世界には生活圏を遥かに凌ぐほど広大で「海」を名に持つ内陸湖があるほどに定義は明確でない。しかし内陸湖には国際海洋法が適用されないため、大きな議論となる例もある。
たとえばカスピ海は、その水面をめぐって沿岸の5か国が主権を争っていたが、2018年の会議で「海」と主張するロシア、アゼルバイジャン、トルクメニスタン、カザフスタンに、「湖」と主張するイランが大きく譲歩して5か国間で領海協定が締結された。カスピ海は「領海」として分割されることになり、20年にもわたった国際紛争が事実上決着した。

## 主な内陸湖

### 世界
- カスピ海[2]
- バルハシ湖
- アラル海
- チャド湖
- エア湖
- 青海湖
- グレートソルト湖
- 死海

### 日本
- 摩周湖（北海道）
- シュンクシタカラ湖（北海道）
- 東雲湖（北海道）
- 豊似湖（北海道）
- 倶多楽湖（北海道）
- 潟沼（宮城県）
- 魚取沼（宮城県）
- 刈込湖及び切込湖（栃木県）
- 河口湖（山梨県）
- 西湖（山梨県）
- 精進湖（山梨県）
- 本栖湖（山梨県）
- 四尾連湖（山梨県）
- 御池（宮崎県）
- 大浪池（鹿児島県）
- 鰻池（鹿児島県）